# 138a Brigada Mixta (Exèrcit Popular de la República)
La 138a Brigada Mixta va ser una unitat de l'Exèrcit Popular de la República que va prendre part en la Guerra Civil Espanyola.

## Historial
La unitat va ser creada el maig de 1937 a partir d'elements de la 2a Divisió de l'«Exèrcit de Catalunya», quedant sota el comandament del tinent coronel de la Guàrdia Civil Mauricio García Ezcurra. La brigada va ser assignada a la 33a Divisió, dirigint-se inicialment al front d'Andalusia i, posteriorment, al front de Guadalajara, on va passar la resta de la contesa.
Entre el 5 i el 7 d'abril de 1938 va prendre part en els combats que es van desenvolupar en l'anomenat «Vèrtex Cerro», a la província de Conca, fent front a catorze assalts enemics contra les seves posicions que van deixar greument danyada a la brigada. Uns mesos després, a l'agost, la 138a BM va prendre part en diverses accions que es van desenvolupar als Montes Universales.
Durant la resta de la contesa no va participar en operacions militars de rellevància.

## Comandaments
Comandants
- Tinent coronel de la Guàrdia Civil Mauricio García Ezcurra;[3]
- Major de milícies Ramón Pastor Llorens;
- Comandant d'infanteria José Ramos Chiva;
- Major de milícies José Ramón Poveda;
- Major de milícies Gabriel Carbajal Alcaide;

Comissaris
- Modesto Cubas Perna, de la CNT;[4]

Caps d'Estat Major
- comandant d'infanteria Daniel Porras Gil;
- tinent de milícies Antonio García Manchón;